# Santa Maria della Verità (Neapel)
Koordinaten: 40° 51′ 20″ N, 14° 14′ 51,7″ O
Santa Maria della Verità („Heilige Maria der Wahrheit“) oder Sant’Agostino degli Scalzi („Heiliger Augustinus der Unbeschuhten“) ist eine barocke Kirche im historischen Zentrum von Neapel, im Vico Lungo Sant’Agostino degli Scalzi.
Sie gilt als eine der berühmtesten Kirchen von Neapel und war auch in einigen Filmen zu sehen, u. a. 1954 in Vittorio De Sicas Das Gold von Neapel, in einigen Szenen mit Sophia Loren.
Die Kirche gehört zum Weltkulturerbe der UNESCO.

## Geschichte

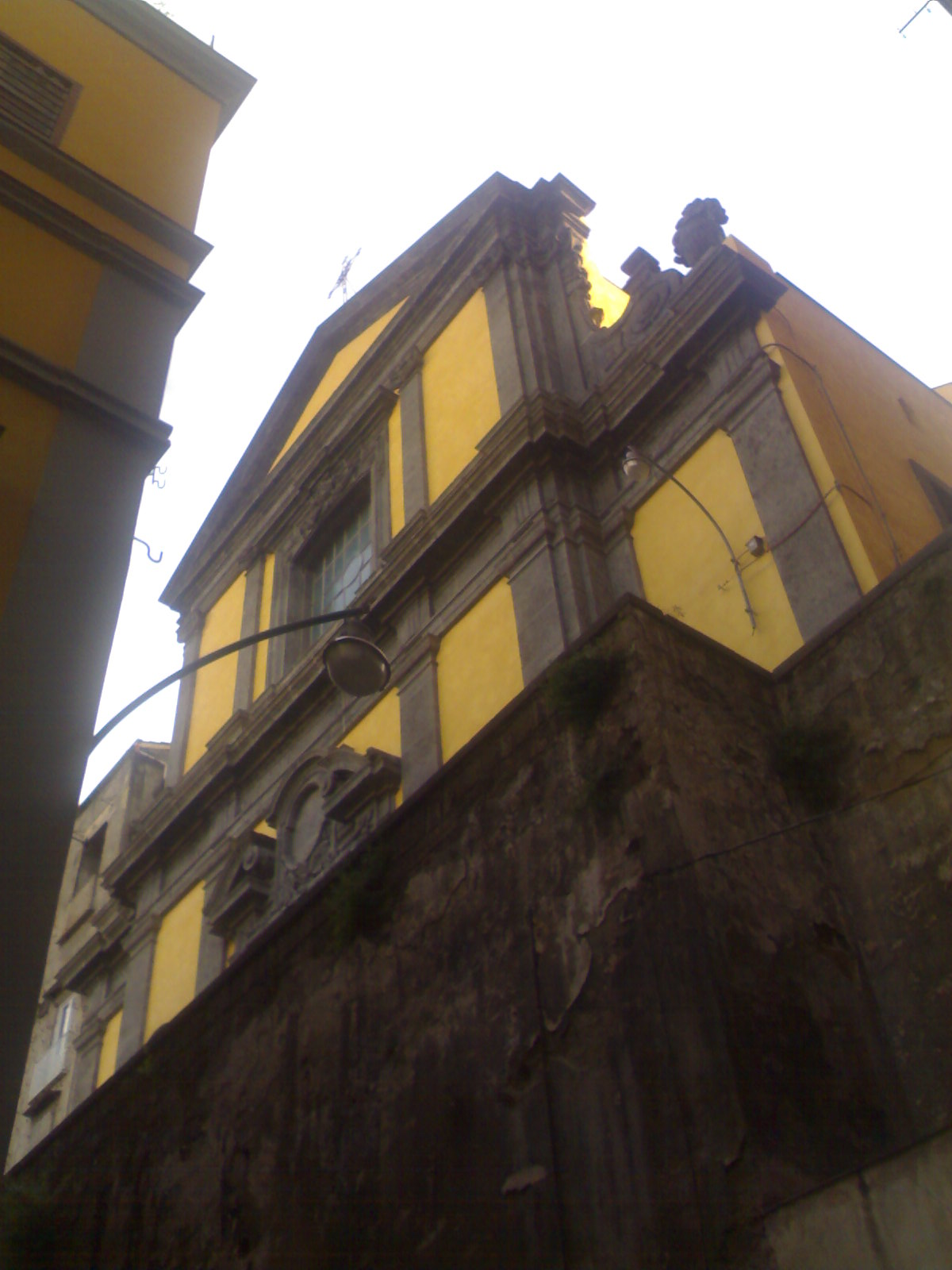
Fassade

Im 16. Jahrhundert soll es am selben Ort eine kleine Ädikula (oder Kapelle) namens Santa Maria degli Ulivi gegeben haben, die nach den umgebenden Olivenhainen benannt war, und im Laufe der Zeit von den Eremiten des heiligen Augustinus und den Unbeschuhten Augustinern ausgebaut wurde. Einige Gelehrte – insbesondere Michelangelo D’Ayala (in: Napoli Nobilissima, 1892) – bestreiten dies allerdings und meinen, dass es sich um eine Verwechslung mit einem anderen Gebäude handelt, das sich in Wirklichkeit bei San Potito befunden habe.
Die eigentliche Gründung durch die Augustiner wird auf 1592 datiert, von anderen auf 1603. Die Mönche ließen die Kirche von 1604 bis 1630 durch den Architekten Giovan Giacomo di Conforto neu errichten. Die Weihe fand 1653 statt, in Anwesenheit des Kardinals von Sorrent, Antonio Del Pezzo. Sie war eine der ersten Kirchen auf dem Hügel von Fonseca, und stand im 17. Jahrhundert in Verbindung zu Santa Teresa agli Studi, deren Architekt ebenfalls Conforto war. Ursprünglich lag das Bauwerk relativ pittoresk an einem kleinen Platz, der durch fortschreitende Bebauung verschwunden ist; daher ist der freie Blick auf die Fassade heute verstellt (Stand 2018, siehe Abb.)

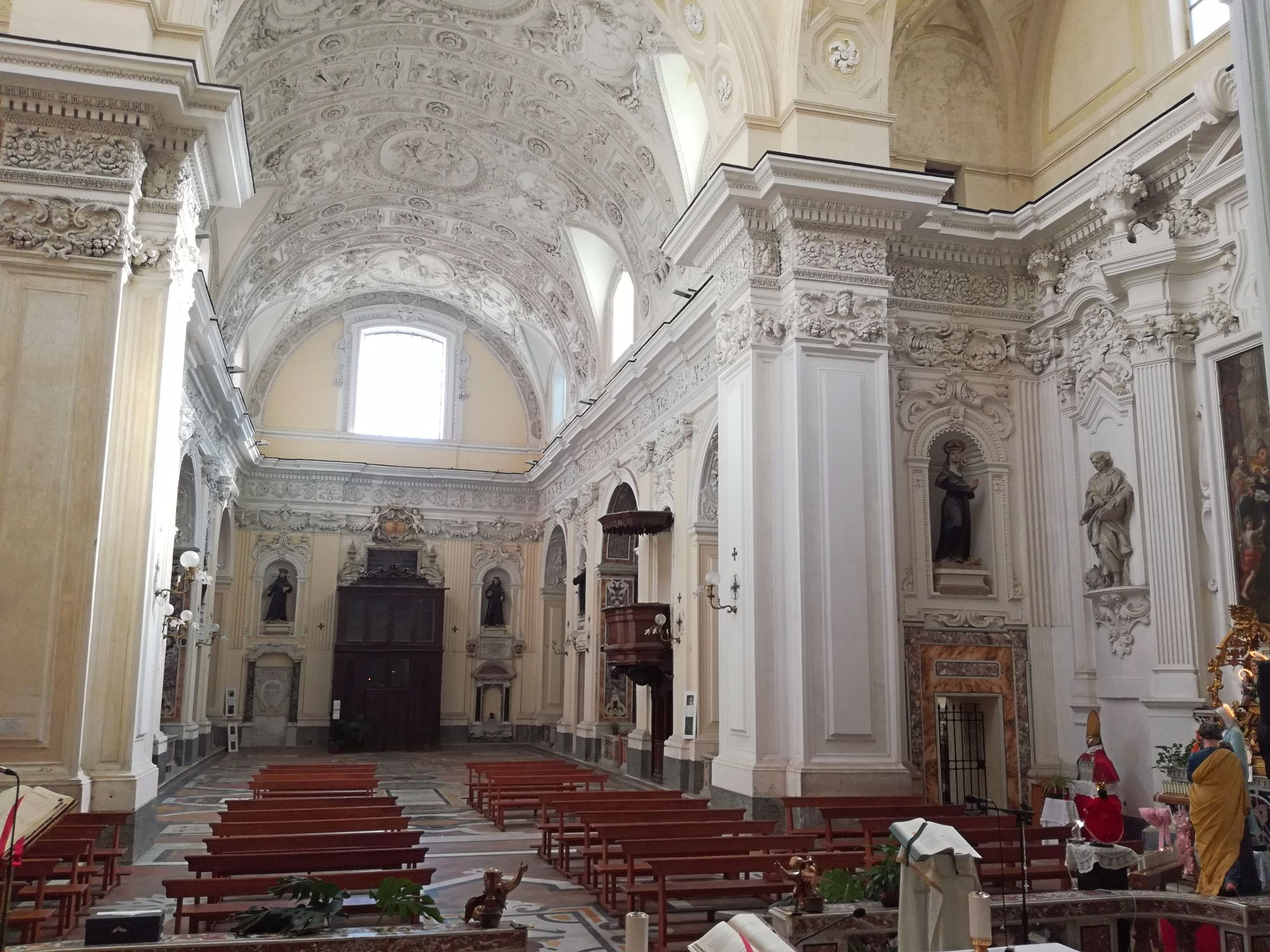
Innenraum in Richtung Eingang

Laut Michelangelo D’Ayala (in: Napoli Nobilissima, 1892) wurde die Kirche nach dem Erdbeben von 1688 von Arcangelo Guglielmelli renoviert, der für seine Arbeiten 1694 bezahlt wurde. Auch Lorenzo Vaccaro führte Verbesserungsarbeiten durch, und Mitte des 18. Jahrhunderts ließ Giuseppe Astarita den Fußboden mit Marmor belegen; eine weitere Restaurierung fand 1850 unter Leitung von Costantino Pimpinelli statt (alles nach D’Ayala).
1860 wurde das zugehörige Kloster aufgehoben und ab 1877 im Rahmen eines Programms der Gemeinde von Neapel (Comune di Napoli) als Schule genutzt.
Die Kirche wurde durch das Erdbeben von Irpinia 1980 schwer beschädigt und war wegen Problemen der Statik jahrzehntelang geschlossen. Sie wurde während dieser Zeit außerdem Opfer von Kirchenraub, wobei nicht nur Weihwasserbecken und religiöse Geräte verschwanden, sondern auch wertvolle Marmorintarsien von einem der Altäre. Nach Jahrzehnten und nach einer sorgfältigen Restaurierung unter Leitung von Dr. Lucia Arbace und im Auftrag der zuständigen Soprintendenza wurde die Kirche 2008 wiedereröffnet.
In der Kirche befanden sich früher berühmte Gemälde von Mattia Preti (die Madonna von Konstantinopel), Luca Giordano und Massimo Stanzione, die mittlerweile im Museo di Capodimonte hängen. Während der um 2000 einsetzenden Restaurierungsphase wurden andere hochwertige Bilder von Künstlern wie Agostino Beltrano, Giuseppe Marullo oder Francesco Di Maria überholt und konnten in die Kirche zurückkehren.

## Beschreibung

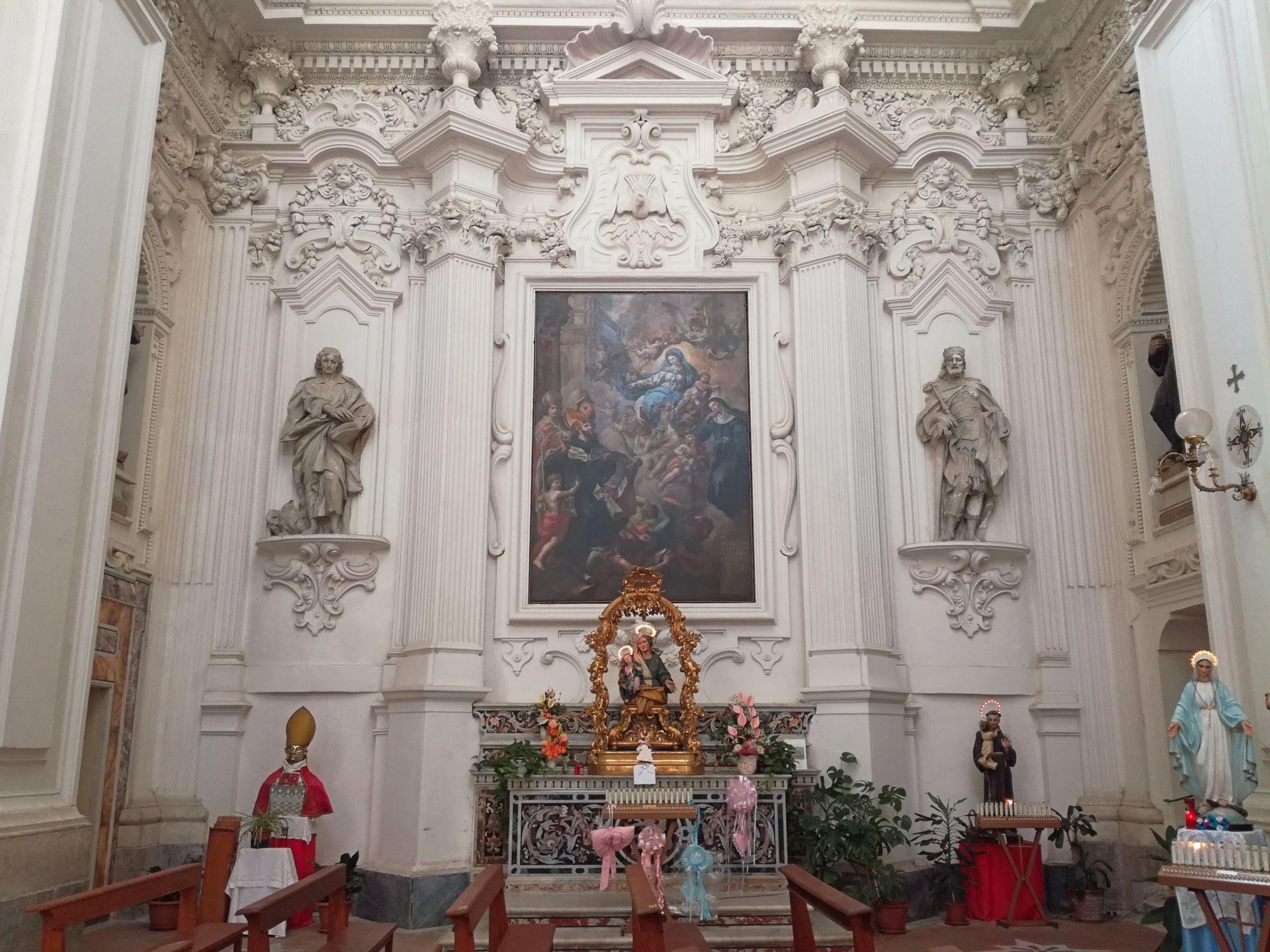
Kapelle des linken Querschiffs

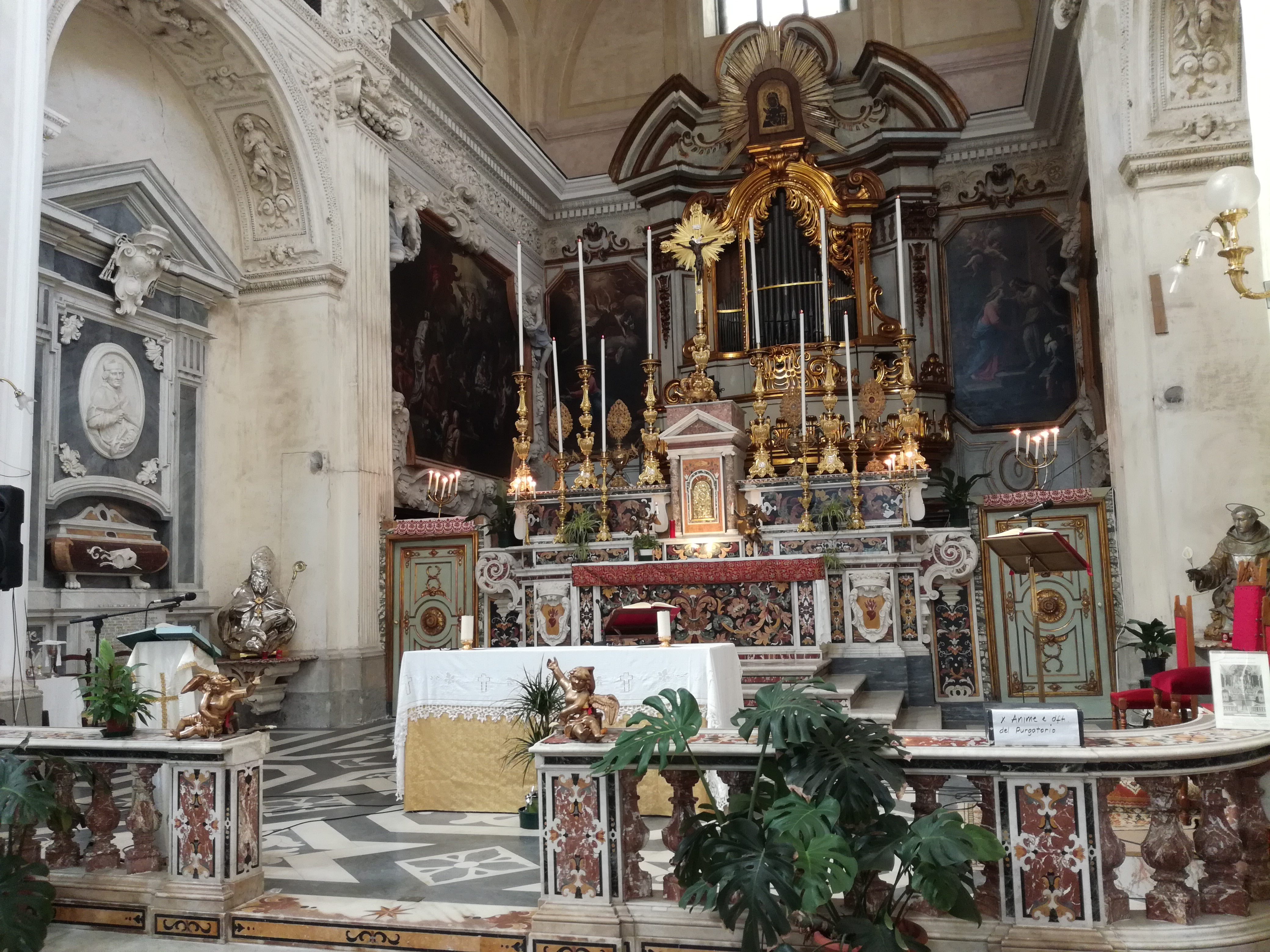
Hochaltar mit Orgel

Das Innere präsentiert sich in Form eines lateinischen Kreuzes mit einem Kirchenschiff und je drei Seitenkapellen rechts und links.
Den üppigen und verspielten Stuckdekor, besonders im Deckengewölbe des Kirchenschiffs und im Querschiff, schuf Lorenzo Vaccaro, mit einer Himmelfahrt Mariä im mittleren Medaillon der Decke, umgeben von zahlreichen Engeln und geflügelten Köpfen von Seraphim und Cherubim, sowie von Früchten und Blüten. Die musizierenden und singenden Engel an der Decke wurden zwischen 1693 und 1698 von Bartolomeo Granucci und Nicola Mazzone realisiert, und unter dem Gebälk verläuft ein Fries mit Akanthusranken. Die Wände werden durch kannelierte Pilaster von ionischer Ordnung gegliedert, die ebenfalls mit kleinen Girlanden und Engelsköpfen verziert sind. Der gesamte Stuck ist in Weiß gehalten, die Wände in einer schwach gelblichen Eierschalenfarbe. In den Nischen des Kirchenschiffs stehen farbig gefasste Figuren von Heiligen des Augustinerordens.
Der marmorne Hauptaltar ist ein Werk von Arcangelo Guglielmelli und Bartolomeo Ghetti. Die umgebenden Malereien schufen Giacomo del Pò (1693 bis 1695), und Andrea d’Aste (1710), letzterer malte die Geburt Jesu und die Anbetung der Könige. Die kleine Barockorgel befindet sich direkt hinter und über dem Altar, überhöht von einer Ikone (siehe Abb.).
In der Sakristei gibt es eine Madonna mit Kind von Massimo Stanzione (ca. 1640 bis 1645), und in der „Antisagrestia“ ein Gemälde von Domenico Antonio Vaccaro mit dem Heiligen Wilhelm von Aquitanien im Gebet.

## Galerie

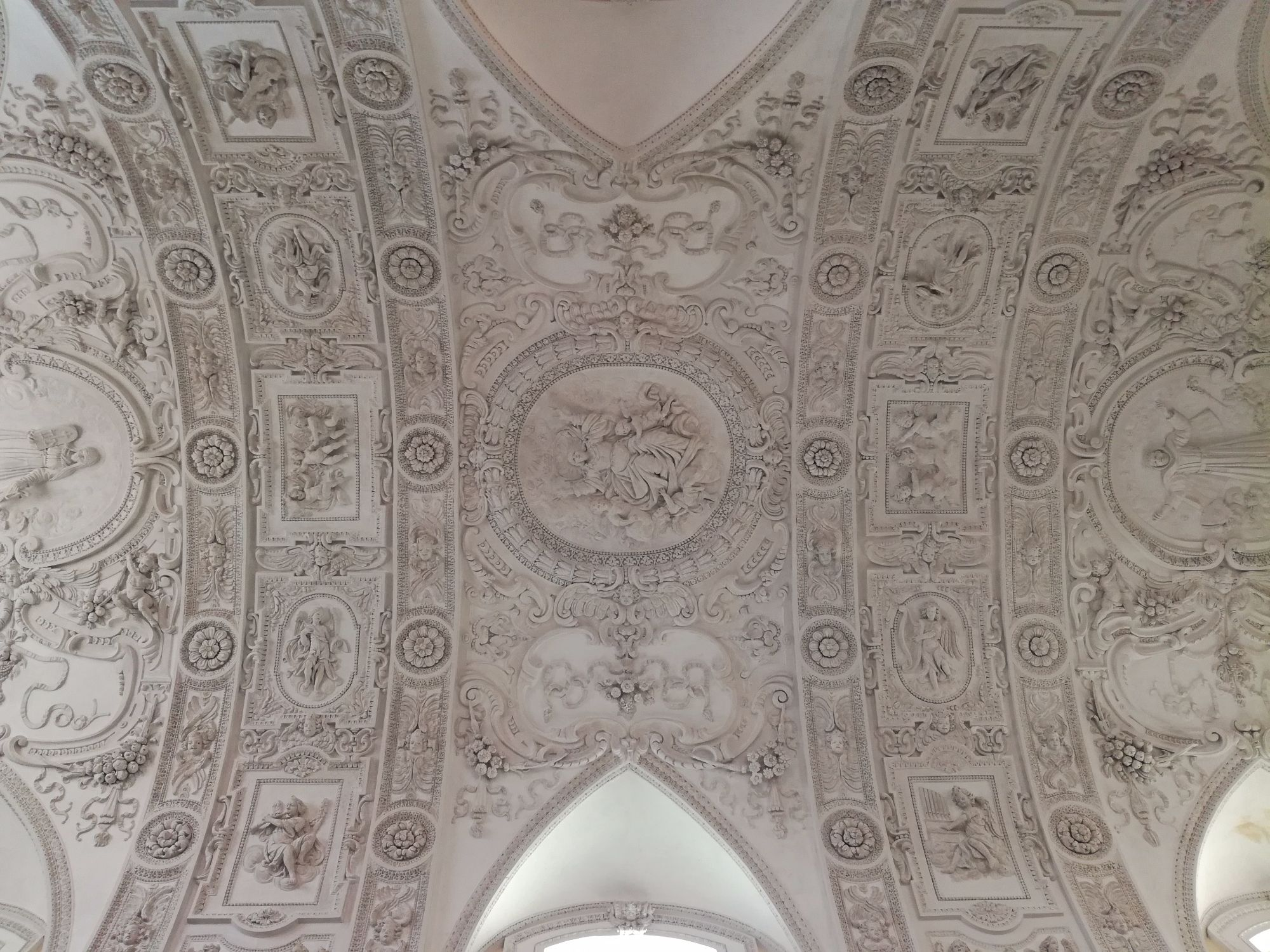
Der Stuckdekor der Decke im Kirchenschiff
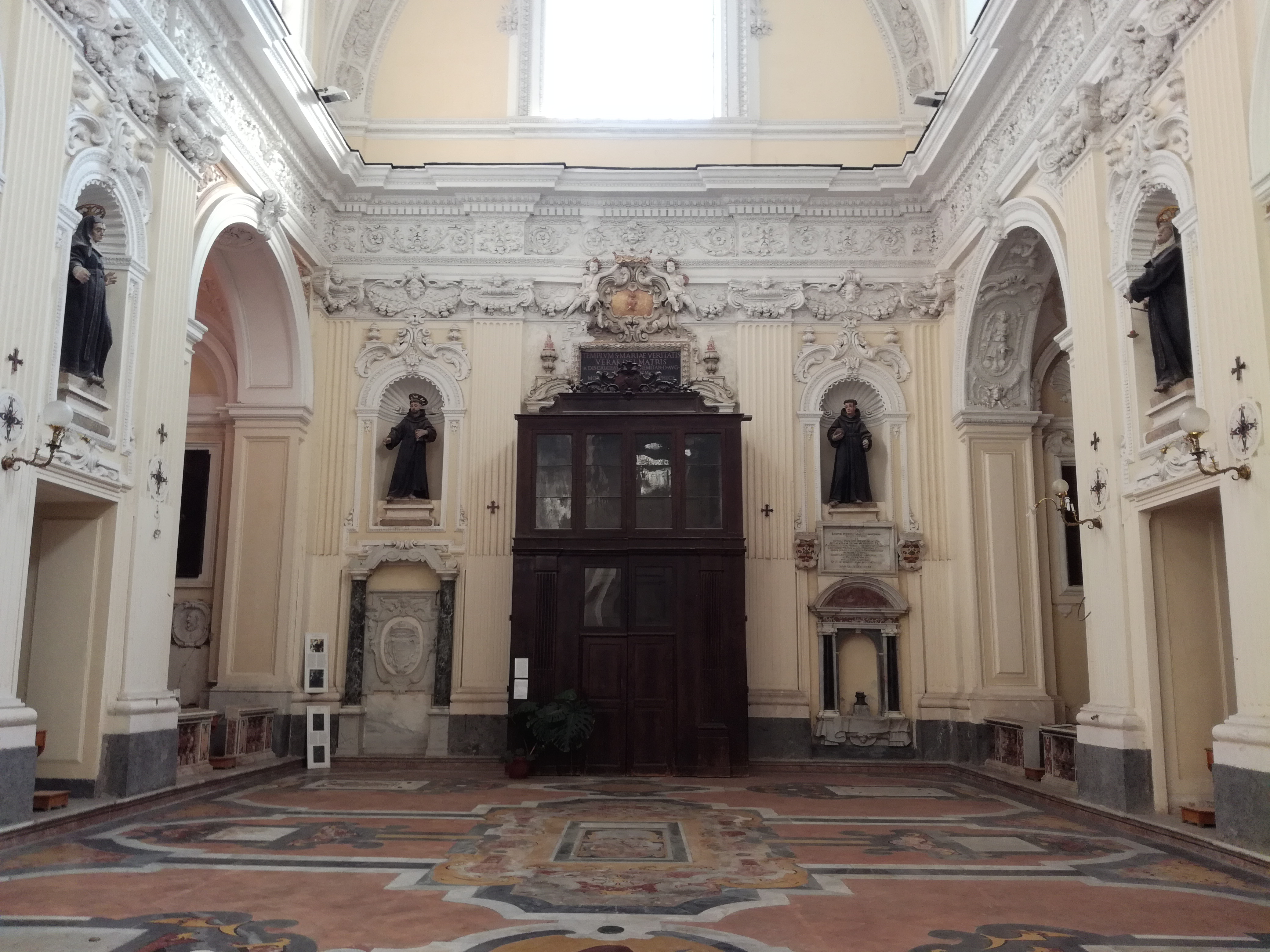
Eingang